# Norge i olympiska vinterspelen 1936
Norge deltog i olympiska vinterspelen 1936 i Garmisch-Partenkirchen, Tyskland. Truppen bestod av 31 idrottare, varav 25 män och 6 kvinnor.

## Medaljörer

### Guld
- Ivar Ballangrud - Skridsko, herrar 500, 5000 och 10 000 m
- Charles Mathiesen - Skridsko, herrar 1500 m
- Birger Ruud - Backhoppning, normal backe, herrar
- Oddbjørn Hagen - Nordisk kombination, individuell herrar
- Sonja Henie - Konståkning, individuell damer

### Silver
- Ivar Ballangrud - Skridsko, herrar 1500 m
- Georg Krog - Skridsko, herrar 500 m
- Oddbjørn Hagen - Längdskidåkning, herrar 18 km klassisk stil
- Oddbjørn Hagen, Olaf Hoffsbakken, Sverre Brodahl, Bjarne Iversen - Längdskidåkning, herrar, 4 x 10 km stafett
- Olaf Hoffsbakken - Nordisk kombination, individuell herrar

### Brons
- Sverre Brodahl - Nordisk kombination, individuell herrar
- Reidar Andersen - Backhoppning, normal backe, herrar
- Laila Schou Nilsen - Alpin skidåkning, kombinerad damer